# Ellos los prefieren un poquito locas
Ellos los prefieren...un poco locas es una obra de teatro de Harry Caine, estrenada en 1975.

## Argumento
La obra cuenta la historia de un matrimonio formado por un esposa rica y un marido pobre. El disfrutaba sus ratos libres manteniendo relaciones con sus diversas amantes, hasta que un buen día fue descubierto por su mujer y para evitar perder su posición económica adquirida por ella, decide hacerse pasar por gay, afirmando que su mejor amigo es su pareja. Esto provoca la compasión de su mujer hacía él,  hasta el punto de llegar a protegerlo como una madre. 

## Estreno
- Teatro Lara, Madrid, 10 de enero de 1975.
  - Dirección: Victor Andrés Catena.
  - Escenografía: M.Creppi.
  - Intérpretes: Amparo Baro, Manuel Galiana, Jaime Blanch, Paquita Villalba, Clara Suñer.